# حزب الأرض الحرة
كان حزب الأرض الحرة حزبًا سياسيًا ائتلافيًا في الولايات المتحدة، لم يدم طويلًا إذ مارس نشاطه من 1848 إلى 1854، وذلك حين اندمج في الحزب الجمهوري. تمحور الحزب حول قضية واحدة تمثلت في معارضة توسع العبودية إلى المناطق الغربية للولايات المتحدة.
تشكل حزب الأرض الحرة خلال الانتخابات الرئاسية لعام 1848، والتي جرت في أعقاب الحرب المكسيكية الأمريكية، وخلال النقاشات الدائرة حول توسيع انتشار العبودية لتشمل المنطقة المكسيكية المتنازل عنها. وبعد إعلان حزب اليمين والحزب الديمقراطي عن أسماء المرشحين الرئاسيين الذين كانوا رافضين لاستثناء المنطقة المكسيكية المتنازل عنها من العبودية، انضم الديمقراطيون واليمينيون المناهضون للعبودية إلى أعضاء حزب الحرية المنادي بإلغاء العبودية بهدف تشكيل حزب الأرض الحرة الجديد. وأثناء ترشيحه للرئاسة عن حزب الأرض الحرة، حاز الرئيس السابق مارتن فان بورين على نسبة 10.1% من الأصوات الشعبية، فكانت أقوى نتيجة تصويت شعبي يحصل عليها طرف ثالث في تاريخ الانتخابات الأمريكية حتى ذلك الوقت.
وعلى الرغم من انضمام فان بورين والعديد من مؤيدي حزب الأرض الحرة الآخرين إلى الديمقراطيين أو اليمينيين مباشرة بعد انتخابات 1848، فقد حافظ أتباع الحزب على وجودهم في الكونغرس على مدار السنوات الست التالية. وبقيادة شخصيات أمثال سالمون بّي. تشيس من أوهايو، وجون بّي. هيل من نيو هامبشاير، وتشارلز سومنر من ماساتشوستس، عارض أعضاء حزب الأرض الحرة تسوية عام 1850 معارضة شديدة، تسويةٌ حسمت مؤقتًا قضية العبودية في المنطقة المكسيكية المتنازل عنها. وترشح هيل عن الحزب في الانتخابات الرئاسية لعام 1852، وحصل على أقل من 5% من الأصوات. وألغى قانون كانساس- نبراسكا لعام 1854 تسوية ميسوري القديمة وأثار استنكار العديد من الشماليين، مما ساهم بانهيار حزب اليمين وحفز تشكيل حزب جديد واسع النطاق مناهض للعبودية عُرف باسم الحزب الجمهوري. فانضم معظم أنصار حزب الأرض الحرة إلى الحزب الجمهوري، الذي ظهر باعتباره الحزب السياسي المهيمن في الولايات المتحدة في النظام الحزبي الثالث اللاحق (1856 - 1894).

## التاريخ

### منطلق
على الرغم من أن وليم لويد غاريسون ومعظم دعاة إبطال العبودية الآخرين في ثلاثينيات القرن التاسع عشر قد نبذوا النظام السياسي عمومًا، إلا أنه في عام 1840 أسست مجموعة صغيرة من دعاة إبطال العبودية حزب الحرية، حزبٌ ثالث مكرس للإبطال الفوري للعبودية. ورشح حزب الحرية جيمس جي. بيرني لمنصب الرئيس وتوماس إيرل لمنصب نائب الرئيس في الانتخابات الرئاسية لعام 1840. وبعد أشهر من انتخابات 1840، أعاد الحزب ترشيح بيرني لمنصب الرئيس، وشكل لجنة وطنية حزبية، وشرع في التنظيم على مستوى الولاية والمستوى المحلي. وتزايد الدعم للحزب في الشمال، وخاصة بين الأنصار السابقين لحزب اليمين من الإنجيليين في نيو إنجلاند، وشمال نيويورك، وميشيغان، والمحمية الغربية في أوهايو. أما أعضاء حزب اليمين الآخرين المناهضين للعبودية مثل جون كوينسي آدامز، فقد ظلوا ضمن حزب اليمين، لكنهم دعموا سياسات مكافحة العبودية باستمرار، مثل إلغاء قاعدة كم الأفواه، التي منعت مجلس النواب من النظر في الالتماسات الداعية لإبطال العبودية. وفي الوقت نفسه، أصبح قادة إبطال العبودية المخضرمين مثل لويس تابان منفتحين تدريجيًا على العمل داخل النظام السياسي. وفي انعكاس لتزايد الميول المناهضة للعبودية، أصدرت العديد من الولايات الشمالية قوانينًا تُعنى بالحرية الشخصية، وتمنع سلطات الولايات من التعاون في القبض على العبيد الفارين وإعادتهم.
واعتبارًا من مايو 1843، أدرج الرئيس جون تايلر عملية ضم تكساس ضمن أولوياته الرئيسية. وعارض معظم قادة الحزبين فتح مسألة الضم عام 1843 خوفًا من تأجيج الجدل حول العبودية؛ اعتُبرت عملية ضم تكساس عمومًا على أنها مبادرة مؤيدة للعبودية لأنها ستضيف ولاية عبودية أخرى إلى الاتحاد. ومع ذلك، في أبريل 1844، توصل وزير الخارجية جون سي. كالهون إلى معاهدة مع تكساس تنص على ضم هذا البلد. وأعلن هنري كلاي ومارتن فان بورين، المرشحان المتصدران للترشيحات الرئاسية عن الأحزاب الرئيسية في الانتخابات الرئاسية لعام 1844 معارضتهما للضم، وحظر مجلس الشيوخ المعاهدة. ومما أثار دهشة كلاي واليمينيين الآخرين، رفض المؤتمر الوطني للحزب الديمقراطي لعام 1844 فان بيورين لصالح جيمس كيه. بولك، وموافقته على برنامج يدعو إلى الاستحواذ على كل من تكساس ومقاطعة أوريغون. تقدم بولك لهزيمة كلاي في انتخابات متقاربة، إذ حصل على 49.5 من الأصوات الشعبية وغالبية الأصوات الانتخابية. وزاد عدد الناخبين المصوتين لصالح بيرني عشرة أضعاف، من 6,200 في عام 1840 (0.3% من الأصوات الشعبية) إلى 62,000 (2.3% من الأصوات الشعبية) في عام 1844.

## تشكيل حزب الأرض الحرة

### ويلموت بروفيسو
عقب ضم تكساس في 1845، شرع الرئيس بولك بالاستعداد لحرب محتملة مع المكسيك، التي ما زالت تعتبر تكساس جزءًا من جمهوريتها. وبعد اندلاع اشتباك عُرف باسم حادثة ثورنتون على الطرف الشمالي من ريو غراندي، أقنع بولك الكونغرس بإعلان الحرب على المكسيك. وعلى الرغم من أن معظم الديمقراطيين واليمينيين دعموا الحرب في البداية، إلا أن آدامز وبعض اليمينيين الآخرين المناهضين للعبودية هاجموا الحرب باعتبارها مؤامرة «لقوة الرقيق» ترمي إلى توسيع نطاق العبودية في جميع أنحاء أمريكا الشمالية. وفي الوقت نفسه، تحدى عضو الكونغرس الديمقراطي السابق جون بّي. هيل قادة الحزب من خلال إدانته لضم تكساس، فخسر فرصة إعادة انتخابه في 1845. وانضم هيل إلى حزب اليمين المناهض للعبودية وحزب الحرية بهدف تأسيس حزب جديد في نيو هامبشاير، وفاز في انتخابات مجلس الشيوخ في بدايات 1847. وفي نيويورك، تصاعدت التوترات بين فصائل البارنبرنر المناهضة للعبودية وفصائل الهانكر المحافظة التابعة للحزب الديمقراطي، إذ تحالف الهانكر مع اليمينيين لهزيمة حملة إعادة انتخاب الحاكم الديمقراطي سيلاس رايت.
وفي أغسطس 1846، طلب بولك من الكونغرس تخصيص مليوني دولار بهدف استخدامها دفعةً مقدمة لشراء كاليفورنيا العليا من خلال معاهدة مع المكسيك. وأثناء النقاش حول مشروع قانون الاعتمادات، قدم عضو الكونغرس الديمقراطي ديفيد ويلموت من ولاية بنسلفانيا تعديلًا عُرف باسم ويلموت بروفيسو، وكان من شأنه حظر العبودية في أي أراض تُكتسب حديثًا. وعلى الرغم من دعم ويلموت للحرب، إلا أنه اعتبر، مع بعض الديمقراطيين الشماليين الآخرين المناهضين للعبودية، أن بولك كان على استعداد تام للتنازل أمام المصالح الجنوبية، ومن أسباب ذلك قرار بولك بالتسوية مع بريطانيا بشأن تقسيم ولاية أوريغون. وعلى عكس بعض اليمينيين الشماليين، كان ويلموت وغيره من الديمقراطيين المناهضين للعبودية غير مبالين بقضية المساواة العرقية، بل عارضوا توسع انتشار العبودية لأنهم اعتقدوا أن نظام العبودية كان مضرًا «بالرجل الأبيض العامل». وأقر مجلس النواب قانون ويلموت بروفيسو بدعم اليمينيين الشماليين والديمقراطيين الشماليين على حد سواء، وكسر النمط الطبيعي للانقسام الحزبي في أصوات الكونغرس، لكنه خسر في مجلس الشيوخ، حيث سيطر الجنوبيون على نسبة أعلى نسبيًا من المقاعد. وبعد ذلك، أحبط العديد من أعضاء الكونغرس الشماليين محاولة الرئيس بولك والسيناتور لويس كاس لتمديد خط تسوية ميسوري إلى المحيط الهادئ.
وفي فبراير 1848، توصلت أطراف التفاوض المكسيكية والأمريكية إلى معاهدة غوادالوبي هيدالغو، التي نصت على التنازل عن كاليفورنيا العليا ونيو مكسيكو. وبالرغم من تحفظ العديد من أعضاء مجلس الشيوخ على المعاهدة، فقد وافق مجلس الشيوخ عليها بتصويت 38 مقابل 14 في فبراير 1848. وأحبط مجلس النواب جهود السيناتور جون إم. كلايتون للتوصل إلى تسوية حول وضع العبودية في الأقاليم، مما أكد أن العبودية ستكون قضية مهمة في انتخابات 1848.